# Руська Лозова
Ру́ська Лозова́ — село в Україні, у Харківському районі Харківської області.  До 2020 орган місцевого самоврядування — Дергачівська міська громада. Населення становить 5018 осіб. Село Руська Лозова є одним з найбільших у передмісті Харкова. Населений пункт знаходиться на автошляху Харків — Бєлгород.

## Географія
Село Руська Лозова розташоване біля витоків річки Лозовенька, поряд з селом проходить автошлях М20. Село оточене великим лісовим масивом (дуб, ясен, липа, ліщина).

## Назва
Назва села походить від річки Лозова, яка утворює посередині села болотисту низину, в давні часи вона була покрита багатою рослинністю, де селились птахи.
Слобожанщина — один з кількох регіонів України, що утворився на роздоріжжі Дикого степу між непевними політичними кордонами трьох держав — Московії, Речі Посполитої та Кримського ханства протягом XVII—XVIII століть. Тривалий час проміжне становище між лісом і степом, осілого і кочового населення, на перехрестях старовинних трактів, відкритих як до торгівлі, дипломатії, так і для страхітливих, спустошливих розбоїв, робили цей край зоною інтенсивних контактів і взаємовпливів різних цивілізацій і культур.
Приблизно з XVII століття визначальними для історії краю стали взаємовідносини між українською та російською культурами в широкому розумінні цього слова.
У 2022 році два місяці село було під окупацією російських загарбників. Мешканці села потерпали через знущання окупантів, їхні будинки знищені. 

## Населення

### Мова
Розподіл населення за рідною мовою за даними перепису 2001 року:
| Мова            | Кількість | Відсоток |
| --------------- | --------- | -------- |
| російська       | 4505      | 89.78%   |
| українська      | 490       | 9.76%    |
| білоруська      | 3         | 0.06%    |
| циганська       | 2         | 0.04%    |
| вірменська      | 1         | 0.02%    |
| болгарська      | 1         | 0.02%    |
| інші/не вказали | 16        | 0.32%    |
| Усього          | 5018      | 100%     |

## Історія
Село вперше згадується у 1663 році.
За даними на 1864 рік у казенному селі Циркунівської волості Харківського повіту мешкало 2493 осіб (1286 чоловічої статі та 1207 — жіночої), налічувалось 178 дворових господарств, існувала православна церква.
Станом на 1914 рік село було центром Русько-Лозівської волості, кількість мешканців зросла до 6124 осіб.
1918 року утворена Русько-Лозівська сільська рада.
Село постраждало внаслідок геноциду українського народу, проведеного урядом СССР у 1932—1933 роках, кількість встановлених жертв — 20 людей.
На землях 4 колгоспів, які були аж до початку 60-х років, збудували у 1961 році Харківську птахофабрику. Крім неї на території сільської ради є радгосп «Берізка» та навчальне підприємство ХДА — «Прогрес». ТОВ Фірма «СВ», торгова марка «SAMA» — виробництво пральних порошків.
Є у селі школа, в якій навчається більш ніж 200 учнів. Є дитячий дошкільний навчальний заклад «Волошка», сільський клуб. Є також бібліотека, яка переїхала в нове гарне приміщення, де працює віддана своїй справі людина-Ігнатова С. С., книжковий фонд налічує понад 17 тис. примірників книг та підключена до мережі «Інтернет», працює сільська амбулаторія. Землю обробляє підприємство «Агро-інвест». Майже в кожному домі газ, з'явились нові колодязі, магазини, кафе, дитячі та спортивний майданчики, є дитячий садок.
12 червня 2020 року Русько-Лозівська сільська рада об'єднана з Дергачівською міською громадою.
19 липня 2020 року, в результаті адміністративно-територіальної реформи та ліквідації Дергачівського району, село увійшло до складу Харківського району.

### Російсько-українська війна
Село Руська Лозова звільнено від російських військ 29 квітня 2022 року. Населений пункт деокупував спецпідрозділ Kraken — окремий розвідувально-диверсійний підрозділ Головного управління розвідки Міністерства оборони України, до складу якого входять представники Національного корпусу. Саме з цього передмістя Харкова в часи окупації ворог вів прицільний вогонь по цивільній інфраструктурі та житловим масивам міста.
4 травня 2022 року спецпризначенці ГУР МО України остаточно відновили контроль над населеним пунктом Руська Лозова. Знищивши живу силу та техніку окупантів, підрозділ воєнної розвідки України взяв населений пункт під свій контроль. Таким чином розвідники убезпечили харків'ян від подальших артилерійських обстрілів ворожої артилерії з північної сторони міста, адже саме з Руської Лозової окупанти прицільно знищували об'єкти інфраструктури та цивільні будинки у Харкові. Окрім того, під час проведення операції українські воїни евакуювали в безпечне місце понад 600 мирних мешканців села, яких російські окупанти тримали в заручниках.

## Відомі особи
- Клочко Андрій Вікторович (1982—2014) — капітан Збройних сил України, учасник російсько-української війни.
- Фомін Руслан Миколайович — український футболіст, нападник.

## Галерея

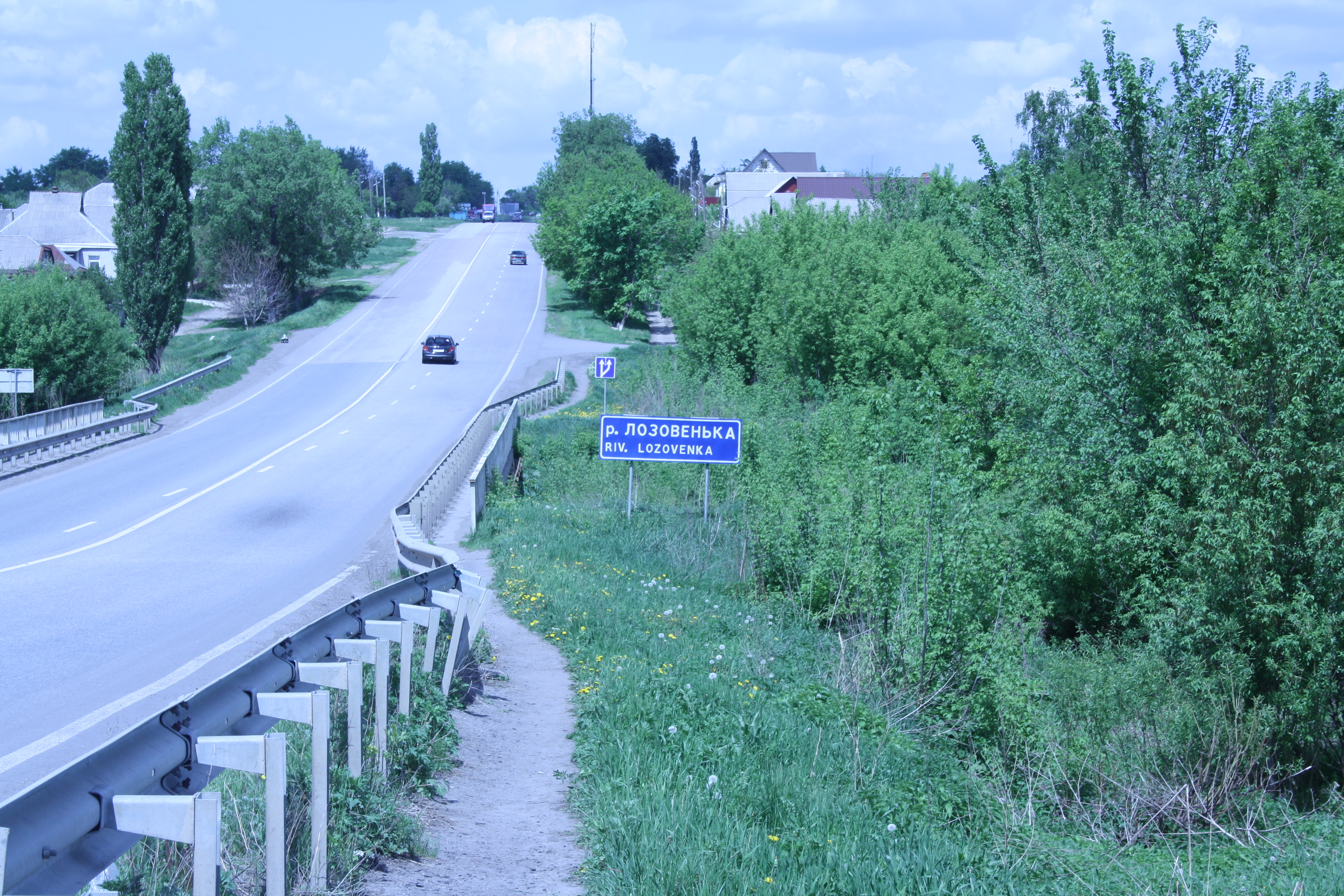
Річка Лозовенька
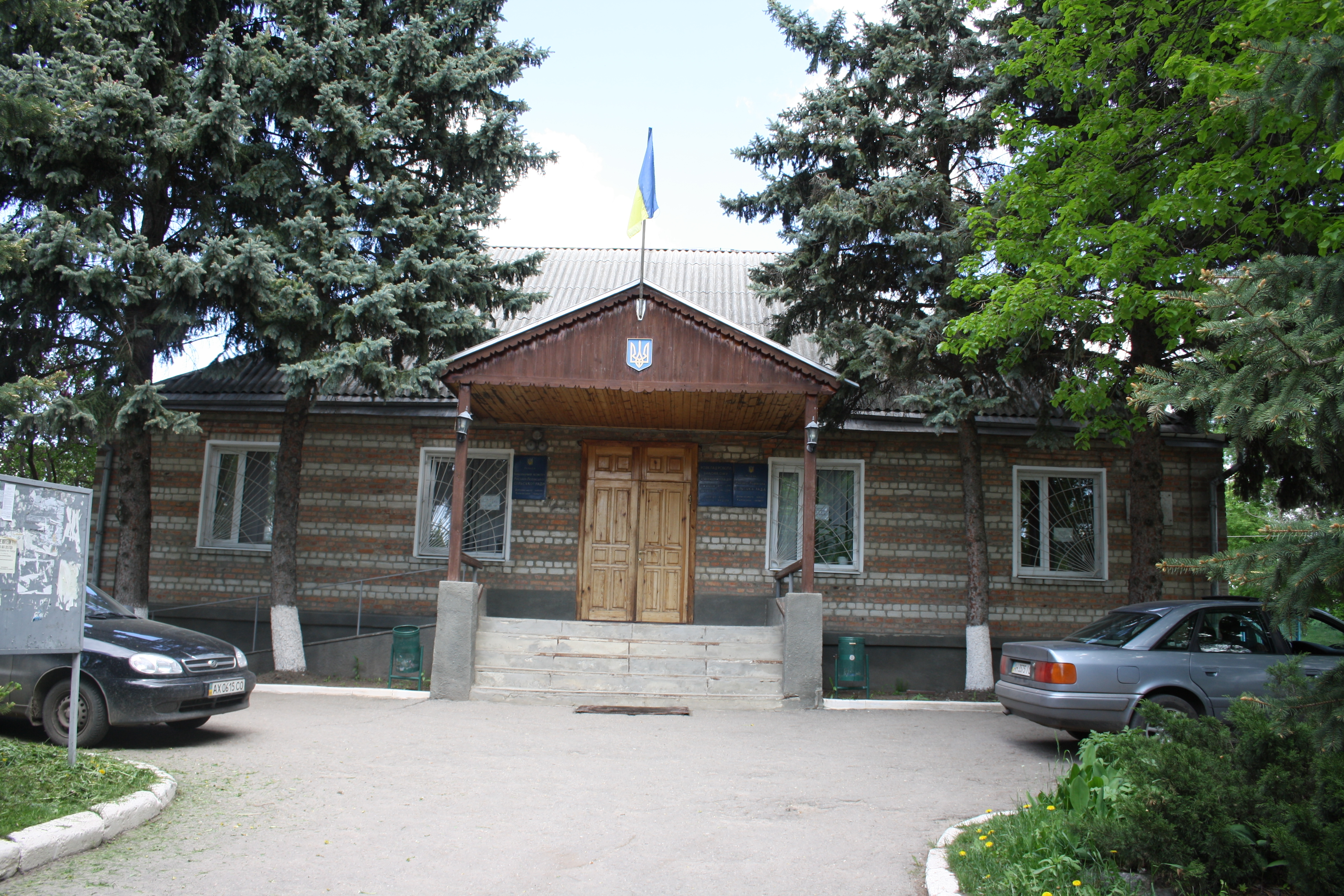
Сільська рада
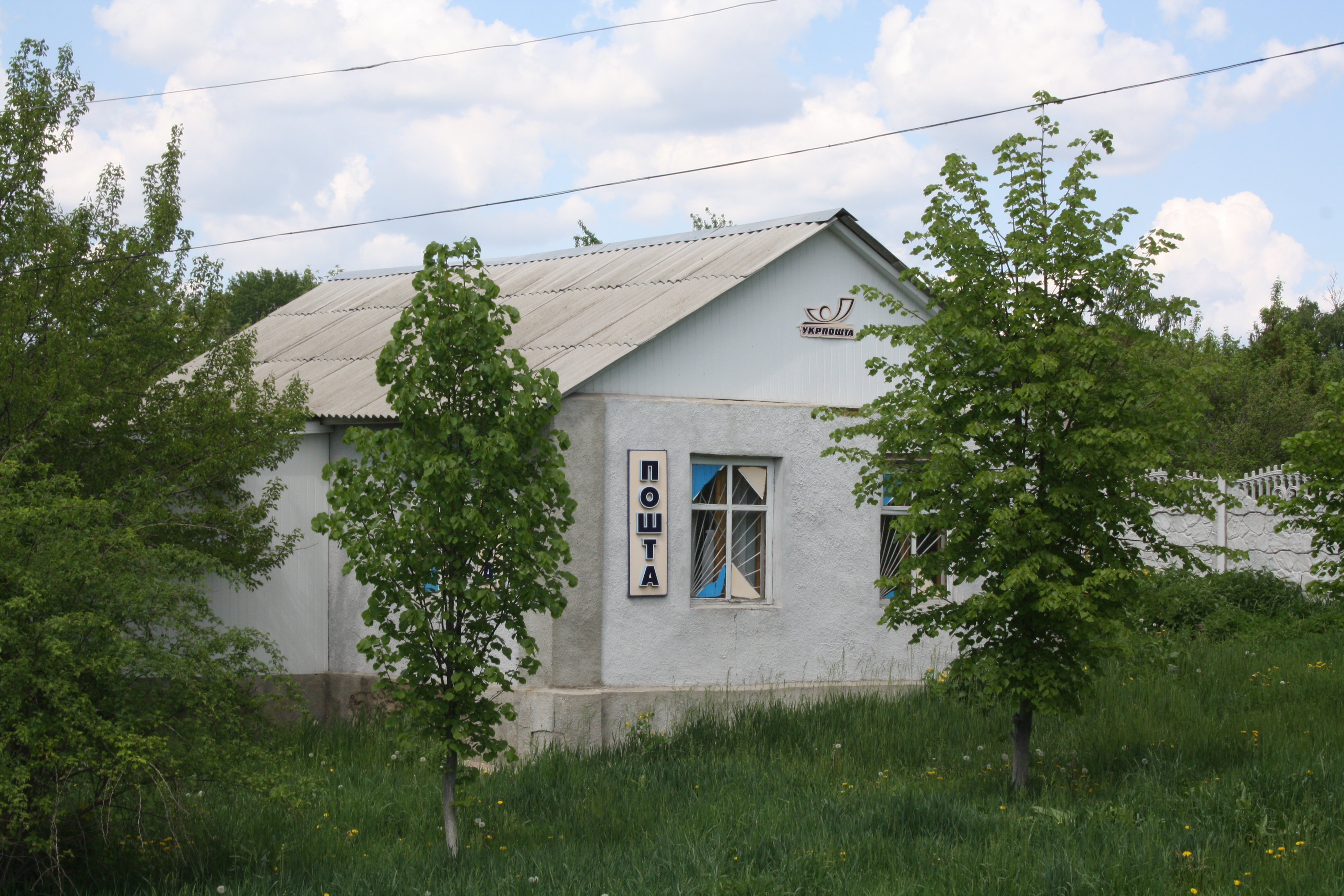
Поштове відділення
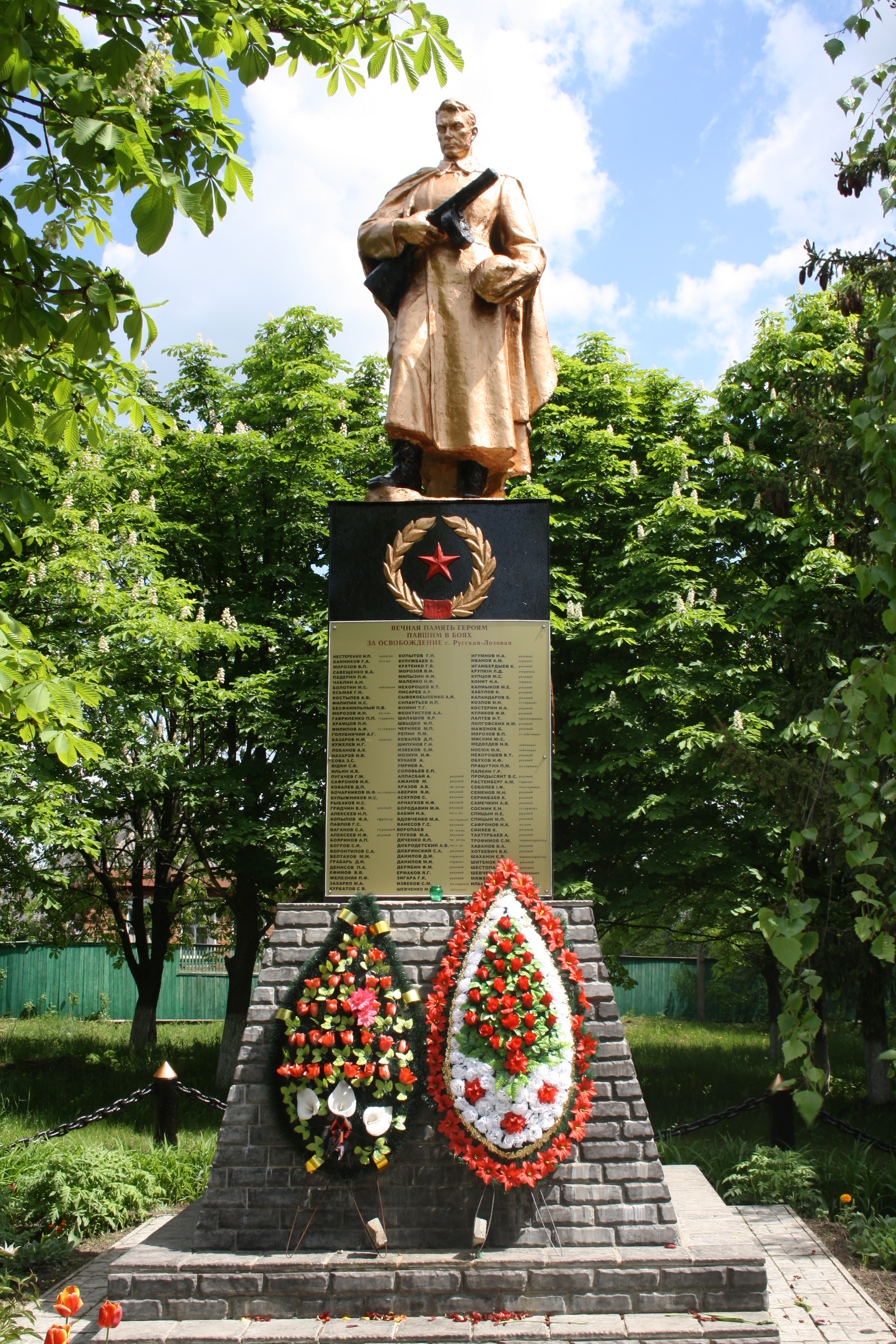
Пам'ятник визволителям села у часи Другої світової війни
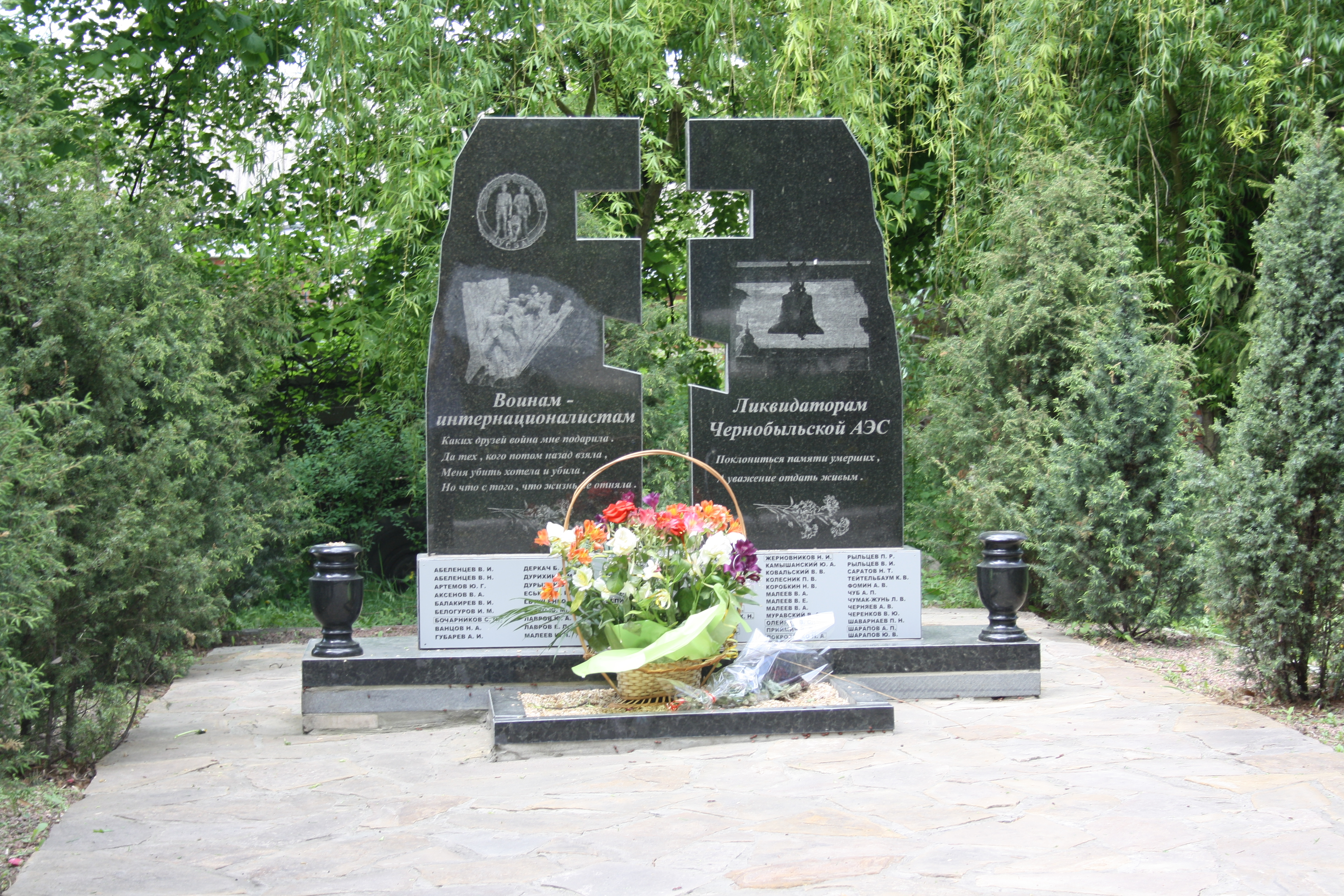
Пам'ятник ліквідаторам катастрофи на Чорнобильській атомній електростанції
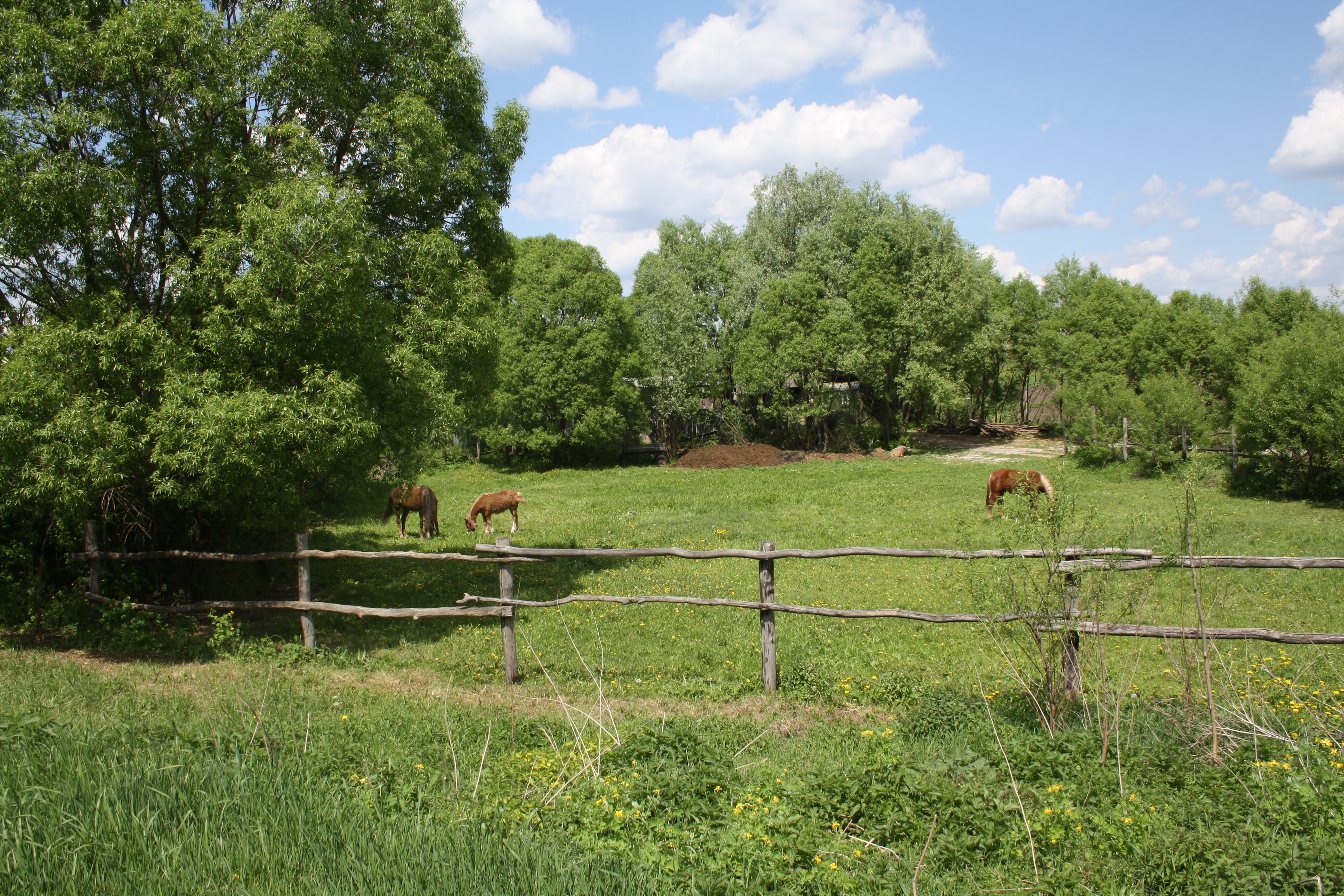
Пасовище коней